# Francisco Xavier Mina

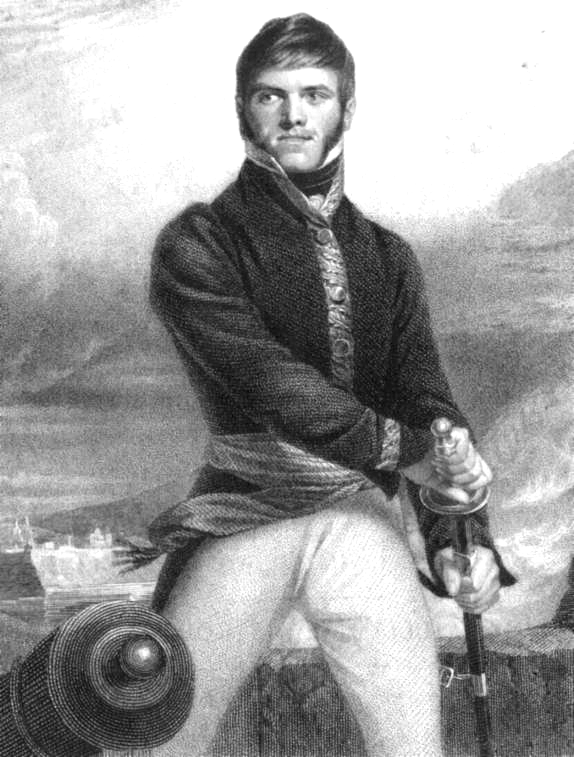
Francisco Xavier Mina.

Francisco Xavier Martín Mina Larrea, född 1 juli 1789 i Otano i Navarra i Spanien, död 11 november 1817 i Sierra de Pénjamo nära Guanajuato i Mexiko, var en spansk-mexikansk upprorsledare, brorson till Francisco Espoz y Mina. 
Han var gerillakämpe under spanska frihetskriget, och kämpade sedan för Mexiko under mexikanska frihetskriget. Han stupade i strid i Mexiko 1817. Sedan 1925 ligger han begravd vid El Ángel de la Independencia.